# Лолинська сільська рада
| Лолинська сільська рада — орган місцевого самоврядування у Долинському районі Івано-Франківської області з адміністративним центром у с. Лолин. Водоймища на території, підпорядкованій даній раді: річка Лолинець. Сільській раді підпорядковані населені пункти: - с. Лолин - с. Ангелівка - с. Максимівка |

## Склад ради
Рада складається з 18 депутатів та голови.

### Керівний склад ради
| ПІБ                   | Основні відомості                      | Дата обрання | Дата звільнення |
| --------------------- | -------------------------------------- | ------------ | --------------- |
| Яцишин Іван Романович | Сільський голова, 1973 року народження | 11.2015      |                 |
|                       |                                        |              |                 |

Примітка: таблиця складена за даними джерела